# Хреновец-Брусно
Хреновец-Брусно (словац. Chrenovec-Brusno) — село, громада округу Пр'євідза, Тренчинський край. Кадастрова площа громади — 12.32 км².
Населення 1419 осіб (станом на 31 грудня 2020 року).

## Історія
Хреновец-Брусно згадується 1243 року.

## Географія
Протікає Гайський потік

## Населення
| Рік:            | 1994. | 2004.   | 2014.   | 2024.   |
| --------------- | ----- | ------- | ------- | ------- |
| Кількість осіб: | 1279  | 1335    | 1366    | 1413    |
| Різниця:        |       | +4,37 % | +2,32 % | +3,44 % |

| Рік:            | 2023. | 2024.   |
| --------------- | ----- | ------- |
| Кількість осіб: | 1418  | 1413    |
| Різниця:        |       | -0,35 % |